# Naturisme au Québec
 (novembre 2023).
 (novembre 2023).
- Si vous ne connaissez pas le sujet, laissez ce bandeau (vous pouvez alors contacter les auteurs).
- Si vous supprimez le contenu mis en cause (vous pouvez préalablement contacter les auteurs),

argumentez précisément cette suppression dans la page de discussion
(un manque de référence n'est pas un argument ; une recherche réelle de référence doit avoir été effectuée, être formellement documentée).
 (novembre 2023).
La mise en forme du texte ne suit pas les recommandations de Wikipédia : il faut le « wikifier ».
Les points d'amélioration suivants sont les cas les plus fréquents. Le détail des points à revoir est peut-être précisé sur la page de discussion.
- Les titres sont pré-formatés par le logiciel. Ils ne sont ni en capitales, ni en gras.
- Le texte ne doit pas être écrit en capitales (les noms de famille non plus), ni en gras, ni en italique, ni en « petit »…
- Le gras n'est utilisé que pour surligner le titre de l'article dans l'introduction, une seule fois.
- L'italique est rarement utilisé : mots en langue étrangère, titres d'œuvres, noms de bateaux, etc.
- Les citations ne sont pas en italique mais en corps de texte normal. Elles sont entourées par des guillemets français : « et ».
- Les listes à puces sont à éviter, des paragraphes rédigés étant largement préférés. Les tableaux sont à réserver à la présentation de données structurées (résultats, etc.).
- Les appels de note de bas de page (petits chiffres en exposant, introduits par l'outil «  Source ») sont à placer entre la fin de phrase et le point final[comme ça].
- Les liens internes (vers d'autres articles de Wikipédia) sont à choisir avec parcimonie. Créez des liens vers des articles approfondissant le sujet. Les termes génériques sans rapport avec le sujet sont à éviter, ainsi que les répétitions de liens vers un même terme.
- Les liens externes sont à placer uniquement dans une section « Liens externes », à la fin de l'article. Ces liens sont à choisir avec parcimonie suivant les règles définies. Si un lien sert de source à l'article, son insertion dans le texte est à faire par les notes de bas de page.
- La présentation des références doit suivre les conventions bibliographiques. Il est recommandé d'utiliser les modèles {{Ouvrage}}, {{Chapitre}}, {{Article}}, {{Lien web}} et/ou {{Bibliographie}}. Le mode d'édition visuel peut mettre en forme automatiquement les références.
- Insérer une infobox (cadre d'informations à droite) n'est pas obligatoire pour parachever la mise en page.

Pour une aide détaillée, merci de consulter Aide:Wikification.
Si vous pensez que ces points ont été résolus, vous pouvez retirer ce bandeau et améliorer la mise en forme d'un autre article.
 (novembre 2023).

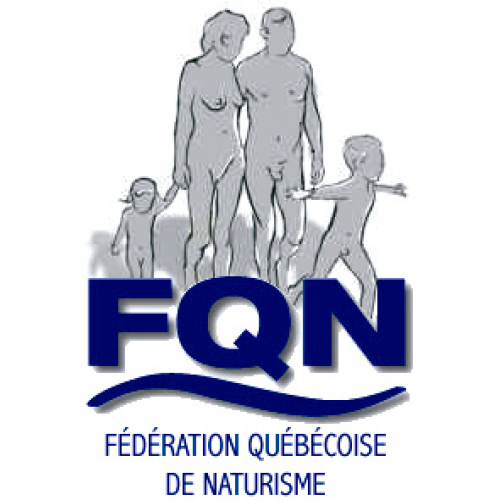
Fédération québécoise de naturisme

Le naturisme au Québec est représenté par la Fédération Québécoise de naturisme (FQN).
La Fédération s'occupe de la promotion et de l'encadrement du naturisme au Québec. De plus, elle s'occupe d'affilier les centres ou campings naturistes qui demande l'affiliation. Elle gère les adhésions de ses membres. La fédération à aussi quatre sections d'affinités soit celle de Québec, Montréal, l'Estrie et les jeunes naturistes du Québec qui organisent des activités locales. La fédération compte 8 centres naturistes affiliés: Le centre naturiste La Pommerie, La vieille ferme, Bare Oaks Family Naturist Park, Centre naturiste DSA, Club naturiste Les loisirs air-soleil, Centre naturiste Oasis, East Haven Sun Club et Les amis de la nature. Les activités comprennent de la baignade, volleyball, spa, sports intérieurs, rencontres dans des restaurants, yoga, jeux de société, quilles et depuis la pandémie des rencontres hebdomadaires virtuelles sont organisées.
La région de Québec a, depuis février 2010, son propre groupe naturiste, connu sous le nom de Groupe naturiste de Québec (GNQ). La région de Montréal a, depuis le 12 septembre 2021, son groupe connu sous le nom de Groupe naturiste de Montréal (GNM). Le groupe de L'Estrie forment le troisième groupe régional affilié à la FQN et les jeunes naturistes du Québec est un groupe provincial affilié. Ils organisent des activités de Yoga dans la région de Montréal.

## Histoire et actualité
Les premiers efforts des naturistes québécois pour se regrouper datent environ de 1950. Quelques pionniers se réunissent dans leurs résidences de la région montréalaise, ou dans des chalets isolés dans les Laurentides. Mais le gouvernement Duplessis désapprouve le mouvement et les naturistes font face à la répression policière, parfois même dans leur propre résidence. Le petit noyau de militants est aussi miné par de graves conflits de personnalités.
Face au contexte local difficile, les Québécois créent des centres hors Québec à la fin des années 1950 et au début des années 1960, les plus notables étant Maple Glen (au Vermont) et, en Ontario, East Heaven et Le domaine des naturistes du Québec qui deviendra le Centre naturiste Richard Brunet en 1974 (fermé en 2009).
La Révolution tranquille et la libération des mœurs qui l'accompagne, dans les années 1960, permettent au naturisme de faire de nombreux adeptes, surtout grâce au bouche à oreille. Mais les lois restent très frileuses sur la question et l'ouverture de clubs naturistes au Québec reste impossible jusqu'au début des années 1970.[réf. nécessaire]
Un premier centre appelé Le paradis terrestre casse la glace, et c'est la ruée dans les années qui suivent. La plupart des centres encore en activité au Québec ont été fondés durant cette période. Notons L'Oasis, fondé en 1973, ainsi que le centre écologique naturiste La Pommerie, Loisir Air Soleil et Le Cyprès (devenu libertin depuis 2018), tous fondés en 1976. Le Domaine soleil de l'Amitié a été fondé au milieu des années 1980 et La Vieille Ferme, à la fin des années 1990.
La multiplication des initiatives locales permet à la Fédération québécoise de naturisme (FQN), affiliée à la Fédération naturiste internationale (FNI), de voir le jour en 1977. Il s'agit d'une initiative de Michel Vaïs, un Québécois originaire de Tunisie, qui s'inspire de la structure et des pratiques de la Fédération française de naturisme. La FQN recrute ses premiers membres à La Pommerie, mais l'énergie de ses fondateurs, conjuguée à un contexte social très favorable, permet une expansion rapide.
Les années 1980 constituent une sorte d'âge d'or du naturisme au Québec. D'une part, les centres à vocation commerciale sont nombreux. D'autre part, la FQN organise des activités hivernales très populaires (piscine, surtout) dans de nombreuses régions: à Montréal et Ottawa (à partir de 1978), à Québec (1980), en Mauricie (1982), à Sherbrooke (1984) et Chicoutimi (1985). Mais ces activités sont organisées sous le chapeau centralisé de la FQN, sans structure club locale vraiment indépendante, et l'essoufflement des quelques bénévoles, combiné à un manque de relève, a raison de ces activités (sauf celles de Montréal) à la fin des années 1980.
Les années 1990 marquent un certain ressac. Les centres naturistes s'éloignent de plus en plus de la FQN et de ses politiques jugées trop centralisatrices. Les centres vont jusqu'à créer à la fin de décennie, leur propre organisation de promotion, l'Association des centres naturistes affiliés (ACNA) (inactive depuis 2000). Parallèlement, la FQN traverse une crise organisationnelle et financière qui fait un moment craindre pour sa survie.
Les années 2000 présentent un bilan nuancé. La FQN a retrouvé un certain équilibre, mais avec une liste de membres, une équipe et des ambitions réduites. Les fondateurs de centres ont vieilli et plusieurs d'entre eux ont fermé - faute de relève, en général, les clients ne manquent pas, bien que la clientèle prenne de l'âge.
Depuis 2008, les médias sociaux et les forums de discussion, en particulier, ont réussi à donner une voix à plusieurs naturistes qui se sentaient isolés. Ceci a renforcé l'intérêt pour la FQN, qui parvient, depuis 2009, à remplir les sept sièges disponibles au conseil d'administration. Mais cela a aussi relancé plusieurs débats difficiles, notamment sur l'acceptation des personnes seules (en particulier, des hommes seuls) dans les centres naturistes.
Ce changement de garde s'accompagne d'une évolution de la pratique. Les plages libres, par exemple, qui étaient autrefois marginales, attirent de plus en plus d'adeptes[réf. nécessaire]. Cet afflux provoque parfois des frictions avec les autorités locales et plusieurs plages libres sauvages ont été fermées. Mais les beaux jours d'été[non neutre], la plage libre du parc Paul-Sauvé, à Oka, qui jouit[non neutre] d'une tolérance officieuse de la part des autorités de la SÉPAQ,[réf. nécessaire] attire plusieurs centaines de naturistes[réf. nécessaire].
Ainsi, en 2012, il y a près de la moitié moins de centre qu'il y a dix ans[réf. nécessaire]. Ceci ne reflète pas forcément la désaffection des naturistes, mais plutôt le fait que plusieurs centres naturistes, créés dans les années 1970, ont changé de vocation lorsque leurs fondateurs ont revendu leurs installations. Le renforcement des lois environnementales et le vieillissement de la clientèle compliquent l'ouverture de nouveaux centres.[réf. nécessaire]
La fédération organise des activités de promotion comme au salon aventure plein air de Montréal en 2019 et 2021.
Un tournage d'une série internationale sur la nudité, le monde est à nu, sur TV5 monde, parle du Canada dans sa dernière épisode le 10 novembre 2023. 
Lors de l'AGA du 24 novembre 2024, les nouveaux règlements généraux sont adoptés par les membres de la Fédération. Le plus gros changement est que le conseil d'administration passe à 5 dirigeants. Ceci marque un autre changement voulant que la Fédération organise des activités seulement à partir de ses sections et non par elle-même. 

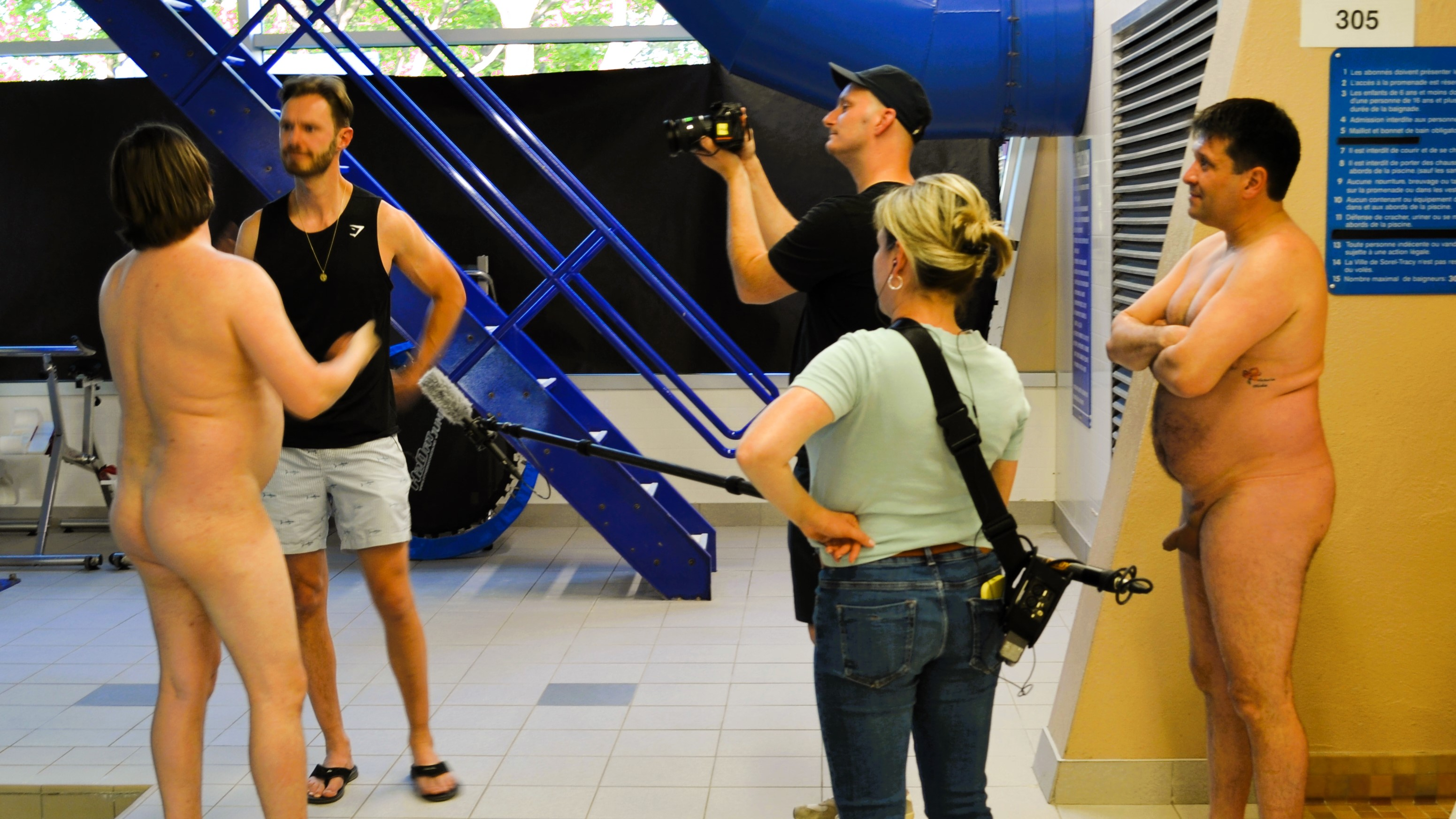

## Enjeux actuels

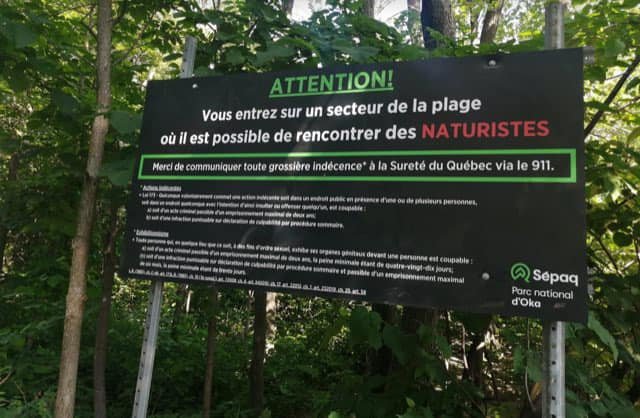

La FQN est, depuis le 13 juin 1981[Quand ?], officiellement reconnue comme organisation de loisirs par le gouvernement du Québec. Malgré tout, en dehors des centres naturistes commerciaux, il n'existe aucun endroit officiellement reconnu pour la pratique du naturisme. Les plages libres existent en dépit de la volonté des autorités, ou subsistent en raison de leur indifférence. Par ailleurs, les rapports entre les centres naturistes et les plages libres sont souvent ténus, voire inexistants. Le naturisme souffre de cette atomisation.[réf. nécessaire]
De plus, la clientèle vieillit.[réf. nécessaire] Les centres actuels, conçus en fonction d'une clientèle de baby boomers, offrent peu d'attraits pour une jeunesse plus urbaine, moins mobile (écologie, rejet de la culture de l'auto) et plus individualiste que la génération précédente. Le discours naturiste traditionnel et l'aménagement souvent très «bétonné» des centres rejoint mal ces préoccupations.[réf. nécessaire] Des initiatives comme des festivités mieux adaptés à la jeunesse par exemple; Les sapiens à la Pommerie, tend à vouloir transformer la visibilité du mode de vie.
Enfin, le développement de la pratique est freinée par les politiques, adoptées par la plupart des centres[Lesquelles ?], qui en interdisent l'accès aux personnes seules et même, dans certains cas, aux couples de même sexe ou aux familles monoparentales. Cette forme de discrimination est interdite par les articles 10 et 15 de la Charte des droits et libertés de la personne, mais subsiste parce que les naturistes lésés n'osent pas porter plainte[réf. nécessaire]. Elle nuit aussi à la promotion, en ceci qu'elle contredit l'idéal d'égalité et de tolérance du naturisme et qu'elle complique la vie aux personnes, souvent seules, qui souhaitent faire une première expérience naturiste.[réf. nécessaire]